# ヘルレイザー リターン・オブ・ナイトメア
『ヘルレイザー リターン・オブ・ナイトメア』（Hellraiser: Hellseeker）は、2002年に製作されたアメリカのホラー映画である。ヘルレイザー・シリーズの第6作にあたる。

## 概要
シリーズ第1作、第2作のヒロイン・カースティ（アシュレイ・ローレンス）が再び登場。
数年後のカースティの様子が描かれるが、本作の主人公は彼女の夫・トレバーである。

## ストーリー
トレバーは妻のカースティとドライブ中、事故で車ごと川の中に転落する。
自身は何とか脱出したが、妻は車中に閉じ込められ助け出すことは出来なかった。
病院で意識を回復すると、事故から既に1ヶ月が経過していた。トレバーは事故以来の記憶が曖昧で、頭痛と幻覚に悩まされる。
女医のアリソンは事故で記憶が混乱しているだけと彼を励ます。だが、事故を捜査している警察は妻の死体を発見出来ず、行方不明だという。
浮気相手だった職場の上司グエン、近所の娘トーニーらは再び関係を迫るが、事故と妻の死のショックが抜け切れず、その気になれない。出勤しても仕事に身が入らず、同僚のブレットに紹介された鍼治療のセージを訪れてみるが幻覚は治まらない。
その上警察は、トレバーが財産目当てに妻を殺害したのではないかと疑っている。
不意に現れ、酷くなっていく幻覚に、トレバーは現実との境を失っていく。

## キャスト
※括弧内は日本語吹替
- トレバー - ディーン・ウィンタース（原康義）
- カースティ（英語版） - アシュレイ・ローレンス（日野由利加）
- ピンヘッド（英語版） - ダグ・ブラッドレイ（土師孝也）
- アリソン医師 - レイチェル・ヘイワード（堀越真己）
- ラング刑事 - ウィリアム・S・テイラー（池田勝）
- ギブンズ刑事 - マイケル・ロジャース
- ブレット - トレバー・ホワイト
- グエン - サラ・ジェーン・レッドモンド
- トーニー - ジョディ・トンプソン
- セージ - カーレン・デ・ジルヴァ